# Izvoru Crișului
Izvoru Crișului (Hongaars: Körösfő) is een gemeente in Cluj. Izvoru Crișului ligt in de regio Transsylvanië, in het westen van Roemenië. Verder maakt de gemeente deel uit van de Hongaarse etnische regio Kalotaszeg.
De naam van de gemeente verwijst naar de plek waar de rivier de Crișul Repede (Roemeens) of Sebes-Körös (Hongaars) ontspringt.

## Bevolking
- Volgens de volkstelling uit 2002 maakten de Hongaren 80% van de bevolking uit, gevolgd door de Roemenen met 20%.
- Volgens de volkstelling van 2011 waren er 1.632 inwoners waaonder 1.290 Hongaren (79%) en 324 Roemenen (20%).

Steden met gemeentestatus: Cluj-Napoca · Turda · Câmpia Turzii · Dej · Gherla

Stad zonder gemeentestatus: Huedin

Gemeenten: Aghireșu · Aiton · Aluniș · Apahida · Așchileu Mare · Baciu · Băișoara · Beliș · Bobâlna · Bonțida · Borșa · Buza · Căianu · Călățele · Cămărașu · Căpușu Mare · Cășeiu · Cătina · Câțcău · Ceanu Mare · Chinteni · Chiuiești · Ciucea · Ciurila · Cojocna · Cornești · Cuzdrioara · Dăbâca · Feleacu · Fizeșu Gherlii · Florești · Frata · Gârbău · Geaca · Gilău · Iara · Iclod · Izvoru Crișului · Jichișu de Jos · Jucu · Luna · Măguri-Răcătău · Mănăstireni · Mărgău · Mărișel · Mica · Mihai Viteazu · Mintiu Gherlii · Mociu · Moldovenești · Negreni · Pălatca · Panticeu · Petreștii de Jos · Ploscoș · Poieni · Râșca · Recea-Cristur · Săcuieu · Săndulești · Săvădisla · Sânncraiu · Sânmartin · Sânpaul · Someșeni · Sic · Suatu · Tritenii de Jos · Tureni · Țaga · Unguraș · Vad · Valea Ierii · Viișoara · Vultureni